# 謀殺
謀殺（英語：murder）是一項普通法罪行，是蓄意以任何方法結束生命，或使他人受嚴重傷害後死亡。屠殺是一種謀殺，不論是親自實行或命令他人執行都一樣。基於生命權是行使一切權利的基礎、且一旦喪失無法回復，謀殺在所有普通法國家中都是最嚴重的刑事罪行之一，謀殺罪（或殺人罪）的法定刑通常即為該國刑事法所規定的最高刑罰（例如死刑、終身監禁或法定最高監禁年期）。禁止謀殺被認為是普世人性的一部分，也就是所有的人類文化都禁止謀殺。另外，在不同文化中，對謀殺定義的爭議性不大。

## 法律定義
構成謀殺罪的要素在不同法律體系中或有所不同，但一般都包括以下定義：
- 殺人的行為是有預謀的，行兇者在明知有關行為會使他人死亡仍然作出有關行為
- 即使並非親自下手，主使者也犯了謀殺罪
- 即使沒有特定的謀殺對象，但在有關行為（例如在人口密集的地方縱火、引爆爆炸品）在理性認知下可能造成他人死亡的情況下仍作出該等行為，導致他人死亡

## 动机
- 销毁证据，称为“灭口”
- 因爱情，钱财等引起的仇恨
- 受雇佣而预谋杀人，甚至实行谋杀的人会以雇主指定的方式谋杀

## 各地規定
謀殺罪一旦罪名成立，犯下謀殺罪的罪犯多會被判該國的最高刑罰，在許多國家和地區，對謀殺的刑罰包括死刑，而部分國家和地區則沒有死刑，在沒有死刑的國家，對謀殺的最重處罰可能為無期徒刑，或者接近法定上限的有期徒刑。

### 香港
在香港，法律制度沿用普通法、衡平法、習慣法。根據《香港法例》第212章《侵害人身罪條例》，18歲或以上人士被裁定犯謀殺罪，必須一律判處終身監禁；至於18歲以下人士，法庭可行使酌情權判處較短刑期。依香港法例第339章《殺人罪行條例》，以下情況下殺人不屬於謀殺，需要其他罪名（如誤殺）起訴：
1. 殺人行為未具備預懷惡意、
2. 殺人時神志失常、
3. 在被激怒至失去自控下殺人、
4. 依據自殺協定下互相殺死協定中的人。

若該犯人患有精神病，且病情不定時，雖然會以誤殺罪起訴，但所判處的無限期醫院令基本上等同終身監禁，而且一般不得假釋，亦是18歲以下人士可被判囚終身的例外。

### 美国

#### 一級謀殺
英文為first-degree murder，是指非法施行殺人行為且兼具「殺人之意圖」及「事先預謀計畫」者。以及杀害警察、法官、政府要员、证人和杀害多人、以残忍手段折磨被害者死亡的行为。

#### 二級謀殺
英文為Second-degree murder，是指
- 有殺人的故意（這裡是指行為人本身對其殺人行為有認知），而其殺人行為並非經預謀或計劃，且非出於義憤者。
- 死亡結果的產生乃是肇因於行為人之危險行為且行為人對其危險行為有未加以注意的過失。

美國一些地區的法律將重複酒駕視同二級謀殺。

## 死刑對謀殺的效果
死刑是否有助減少謀殺，是一個具爭議性的話題，這問題也是死刑存廢問題的主要焦點。一般人在直觀上常認為死刑有助控制謀殺案的數量、有助維持治安；但多數犯罪學者及國際特赦組織等部分人權團體認為死刑無助治安，「死刑無助治安」這點，是多數犯罪學者的學術共識，而「死刑不能減少謀殺，甚至還可能會增加謀殺，因此死刑無助治安」的說法，也確實有量化數據研究的支持，但目前依舊有許多支持死刑有助治安的量化數據研究，這其中包括Naci Mocan等傾向廢除死刑的人做的研究，因此死刑是否有更強的嚇阻效果、死刑是否有助治安這點，不能算有真正的定論；另一方面，有研究顯示，死刑確實有助撫慰受害者家屬；此外一些人認為死刑是唯一能確保殺人犯不再犯罪的方法，或者說死刑是唯一能確保殺人犯不會再犯下殺人罪的方法。以下內容乃是一些相關的解說。
盡管一些研究認為死刑對謀殺沒有更強的嚇阻效果，但也有相當多基於謀殺犯罪率數據的量化研究指出，死刑確實對謀殺有更強的嚇阻效果，像例如一個綜合1996年至2010年關於美國死刑嚇阻效果的24篇研究的列表顯示，在這24篇研究中，有17篇明確指出死刑有嚇阻效果，有5篇明確指出死刑沒有嚇阻效果；而兩篇則認為嚇阻效果不明確；而那兩篇認為死刑嚇阻效果不明確的論文中，有其中一篇指出死刑嚇阻效果存在，但證據薄弱；另外在這24篇研究中，其中一篇（Yang & Lester, 2008）為對死刑嚇阻效果的後設分析，而該篇後設分析明確支持死刑有嚇阻效果的說法，但該篇文章也說，死刑嚇阻效果的呈現結果，和研究所用的方法相關；另外消息指出，南韓在1998年停止執行死刑後，謀殺率顯著增加。
另一方面，美國以外的研究常常指出死刑無助治安，像例如澳洲於 1960 年代中期執行了最後一個死刑，但殺人犯罪率長期而言無明顯變化。英格蘭於 1966 年廢止死刑，廢止後二十年內殺人犯罪率上升了 60%，但上升幅度遠低於其他犯罪種類，例如暴力犯罪率上升了 160%。奈及利亞的研究亦未發現死刑減低命案犯罪率之效果。

## 著名謀殺案

### 西方
- 开膛手杰克案（英国）
- “约克郡屠夫”Peter Sutcliffe案（英国）
- “罗斯托夫屠夫”（The Rostov Ripper）案（苏联）
- “棋盘杀手”（亞歷山大·皮丘希金）案（俄罗斯）
- 泰德·邦迪案（美国）
- 曼森家族虐杀莎朗·蒂及其朋友案（美国）
- 華盛頓特區狙擊手攻擊事件（美国）
- 李奧波德與勒伯案（美国）
- 黃道十二宮殺手 （美国）

### 亞洲
- 阿尔丹杜雅·沙丽布谋杀案（马来西亚）
- 赵明福案（马来西亚）
- 安东尼·凯文·莫莱斯被杀案（马来西亚）
- 金正男遇刺事件（马来西亚）
- 王丽涓谋杀案（马来西亚）
- 古来校花撕票案（马来西亚）
- 国防大学霸凌致死案（马来西亚）
- 沙登医院女护士长谋杀案（马来西亚）
- 芽笼巴鲁家庭惨案（新加坡）
- 黃娜謀殺案（新加坡）
- 贾维德·伊科巴尔连环杀童案（巴基斯坦）
- “德黑兰吸血鬼”穆罕默德·毕耶案（伊朗）
- 5歲臨臨七大酷刑虐殺案 (香港)
- 杨新海案（中华人民共和国）
- 宫润伯案（中华人民共和国）
- 温州“鬼村”（罗垟村）连环怪死事件（中华人民共和国）
- 佐川一政案（日本）
- 秋葉原殺人事件（日本）
- 绫濑女高中生（古田顺子）水泥埋尸事件（日本）
- 坂本堤律師滅門慘案（日本）
- 水原华城连环杀人事件（韩国）
- 大邱青蛙少年失踪案（韩国）
- Hello Kitty藏屍案（香港）
- 雨夜屠夫案（香港）
- 寶馬山雙屍案（香港）
- 屯門色魔案（香港）
- 1997年秀茂坪燒屍案（香港）
- 劉邦友血案（台灣）
- 林清岳弒親案（台湾）
- 陳瑞欽連續殺人案（台湾）
- 臺北捷運板南線隨機殺人事件（台灣）
- 蔡天凤碎屍案（香港）
- 鑽石山荷里活廣場斬人案（香港）
- 大角咀肢解父母案（香港）
- 香港大学教授杀妻案（香港）
- 許金山謀殺妻女案（香港）
- 新德里巴士轮奸杀人案（印度）
- Lucila Lalu被杀后遭碎尸案（菲律宾）
- 八仙飯店滅門案（澳門）